# Ясеново (Старозагорська область)
Я́сеново (болг. Ясеново) — село в Старозагорській області Болгарії. Входить до складу общини Казанлик.

## Населення
За даними перепису населення 2011 року у селі проживали 692 особи.
Національний склад населення села:
| Національність   | Кількість осіб | Відсоток |
| ---------------- | -------------- | -------- |
| болгари          | 276            | 48,7%    |
| турки            | 270            | 47,6%    |
| цигани           | 18             | 3,2%     |
| інша             | 0              | 0%       |
| не визначились   | 3              | 0,5%     |
| Всього відповіли | 567            |          |

Розподіл населення за віком у 2011 році:
Динаміка населення: